# Luckenwalde
Luckenwalde (phát âm tiếng Đức: [lʊkn̩ˈvaldə]) là một thị xã thuộc huyện Teltow-Fläming trong bang Brandenburg, Đức. Đô thị Luckenwalde có diện tích 46,75 km², dân số thời điểm 31 tháng 12 năm 2006 là 21.176 người.